# 车世伟
车世伟（1996年10月30日—），中国足球运动员，目前效力于中超球队青岛海牛。青年队曾效力哈尔滨毅腾和大连阿尔滨，后效力过河北华夏幸福、天津泰达、昆山FC、云南玉昆、佛山南狮等球队。

## 职业生涯
2015年，车世伟加入中甲球队河北华夏幸福，并获得5次出场机会，同年随球队升入中超联赛。
2016赛季，车世伟效力于预备队。
2017年3月11日，中超第二轮比赛，河北华夏幸福客场对战重庆力帆，车世伟职业生涯的首场中超比赛，第6分钟，接左路丁海峰传中，头球破门。此粒进球为足协U23政策后第一粒U23球员进球，河北华夏幸福2017赛季第一粒进球，车世伟中超第一粒进球。
2020年2月18日，天津泰达宣布车世伟正式加盟，双方签约3年。